# Lukas Rotpuller
Lukas Rotpuller (Eisenstadt, 1991. március 31. –) osztrák utánpótlás-válogatott labdarúgó, jelenleg szabadon igazolható.

## Pályafutása

### Klubcsapatokban
Rotpuller az osztrák Austria Wien akadémiáján nevelkedett, a felnőtt csapatban 2011-ben mutatkozott be. 2017-ig a klub labdarúgója volt, melynek színeiben több mint száz bajnoki mérkőzésen lépett pályára, szerepelhetett az Európa-ligában, valamint osztrák bajnoki címet ünnepelhetett. 2018-ban az akkor spanyol másodosztályú Real Valladolid szerződtette, azonban egyetlen bajnoki mérkőzésen sem lépett pályára, 2018 nyarán szerződést bontottak vele. Azóta szabadon igazolható.

### Válogatott
Többszörös osztrák utánpótlás-válogatott, tagja volt a 2011-es U20-as labdarúgó-világbajnokságon szerepelt osztrák csapatnak. A Kolumbiában megrendezett tornán Egyiptom elleni utolsó csoportmérkőzésen debütált.

## Sikerei, díjai
- Austria Wien:
  - Osztrák Bundesliga: 2012–13